# Seznam dílů seriálu The Outpost
Toto je seznam dílů seriálu The Outpost. Americký dramatický televizní seriál The Outpost byl vysílán v letech 2018–2021 na stanici The CW, celkem vzniklo 49 dílů ve čtyřech řadách.

## Přehled řad
| Řada | Díly | Premiéra v USA    | Premiéra v USA |
| Řada | Díly | První díl         | Poslední díl   |
| ---- | ---- | ----------------- | -------------- |
| 1    | 10   | 10. července 2018 | 2. října 2018  |
| 2    | 13   | 11. července 2019 | 26. září 2019  |
| 3    | 13   | 8. října 2020     | 3. ledna 2021  |
| 4    | 13   | 15. července 2021 | 7. října 2021  |

## Seznam dílů

### První řada (2018)
| Č. v seriálu | Č. v řadě | Původní název                  | Režie             | Scénář                       | Premiéra v USA    |
| ------------ | --------- | ------------------------------ | ----------------- | ---------------------------- | ----------------- |
| 1            | 1         | One Is the Loneliest Number    | John Lyde         | Jason Faller a Kynan Griffin | 10. července 2018 |
| 2            | 2         | Two Heads Are Better Than None | Kurt Knight       | Jason Faller a Kynan Griffin | 17. července 2018 |
| 3            | 3         | The Mistress and the Worm      | Kurt Knight       | Jason Faller a Kynan Griffin | 24. července 2018 |
| 4            | 4         | Strange Bedfellows             | John Lyde         | Jason Faller a Kynan Griffin | 31. července 2018 |
| 5            | 5         | Bones to Pick                  | John Lyde         | Jason Faller a Kynan Griffin | 7. srpna 2018     |
| 6            | 6         | The Book of Names              | John Lyde         | Jason Faller a Kynan Griffin | 21. srpna 2018    |
| 7            | 7         | The Colipsum Conundrum         | Kynan Griffin     | Jason Faller a Kynan Griffin | 28. srpna 2018    |
| 8            | 8         | Beyond the Wall                | Clare Neiderpruem | Jason Faller a Kynan Griffin | 11. září 2018     |
| 9            | 9         | The Vex Rezicon                | Jason Faller      | Jason Faller a Kynan Griffin | 25. září 2018     |
| 10           | 10        | The Dragman Is Coming          | Jason Faller      | Jason Faller a Kynan Griffin | 2. října 2018     |

### Druhá řada (2019)
| Č. v seriálu | Č. v řadě | Původní název                         | Režie             | Scénář                       | Premiéra v USA    |
| ------------ | --------- | ------------------------------------- | ----------------- | ---------------------------- | ----------------- |
| 11           | 1         | We Only Kill to Survive               | Marc Roskin       | Jason Faller a Kynan Griffin | 11. července 2019 |
| 12           | 2         | This Is One Strange Town              | Marc Roskin       | Jason Faller a Kynan Griffin | 18. července 2019 |
| 13           | 3         | Not in My Kingdom                     | Jonathan Glassner | Jonathan Glassner            | 25. července 2019 |
| 14           | 4         | Regarding the Matter of Garret Spears | Jonathan Glassner | Jason Faller a Kynan Griffin | 1. srpna 2019     |
| 15           | 5         | The Blade of the Three                | Orsi Nagypál      | Katherine DiSauvino          | 8. srpna 2019     |
| 16           | 6         | Because She's Worth It                | Orsi Nagypál      | Jason Faller a Kynan Griffin | 15. srpna 2019    |
| 17           | 7         | Where You Go, People Die              | Milan Todorović   | Jason Faller a Kynan Griffin | 22. srpna 2019    |
| 18           | 8         | A Crown for the Queen                 | Milan Todorović   | Katherine DiSauvino          | 29. srpna 2019    |
| 19           | 9         | There Will Be a Reckoning             | Dušan Lazarević   | Jason Faller a Kynan Griffin | 5. září 2019      |
| 20           | 10        | The Only Way                          | Dušan Lazarević   | Katherine DiSauvino          | 12. září 2019     |
| 21           | 11        | Nothing Short of Heroic               | Kurt Knight       | Jason Faller a Kynan Griffin | 19. září 2019     |
| 22           | 12        | In the Worst Corner of My Memory      | Marc Roskin       | Jason Faller a Kynan Griffin | 26. září 2019     |
| 23           | 13        | This Is Our Outpost                   | Marc Roskin       | Jason Faller a Kynan Griffin | 26. září 2019     |

### Třetí řada (2020–2021)
| Č. v seriálu | Č. v řadě | Původní název                   | Režie             | Scénář                       | Premiéra v USA     |
| ------------ | --------- | ------------------------------- | ----------------- | ---------------------------- | ------------------ |
| 24           | 1         | For the Sins of Your Ancestors  | Marc Roskin       | Jason Faller a Kynan Griffin | 8. října 2020      |
| 25           | 2         | The Peace You Promised          | Milan Todorović   | Jason Faller a Kynan Griffin | 15. října 2020     |
| 26           | 3         | A Life for a Life               | Milan Todorović   | Jason Faller a Kynan Griffin | 22. října 2020     |
| 27           | 4         | The Key to Paradise             | Orsi Nagypál      | Jonathan Glassner            | 29. října 2020     |
| 28           | 5         | Under Yavalla's Control         | Orsi Nagypál      | Laura Whang                  | 5. listopadu 2020  |
| 29           | 6         | Kill the Rat, Kill the Kinj     | Jonathan English  | Jason Faller a Kynan Griffin | 12. listopadu 2020 |
| 30           | 7         | Go Ahead and Run                | Jonathan English  | Jason Faller a Kynan Griffin | 22. listopadu 2020 |
| 31           | 8         | Dying Is Painful                | Milan Todorović   | Laura Whang                  | 29. listopadu 2020 |
| 32           | 9         | She Is Not a God                | Imogen Waterhouse | Jason Faller a Kynan Griffin | 6. prosince 2020   |
| 33           | 10        | From Paradise to Hell and Back  | Kurt Knight       | Justin Patridge              | 13. prosince 2020  |
| 34           | 11        | The Hardest Part of Being Queen | Kurt Knight       | Jason Faller a Kynan Griffin | 20. prosince 2020  |
| 35           | 12        | Where Death Lives               | Milan Todorović   | Jason Faller a Kynan Griffin | 27. prosince 2020  |
| 36           | 13        | Violence Is Futile              | Milan Todorović   | Jason Faller a Kynan Griffin | 3. ledna 2021      |

### Čtvrtá řada (2021)
| Č. v seriálu | Č. v řadě | Původní název                     | Režie             | Scénář                       | Premiéra v USA    |
| ------------ | --------- | --------------------------------- | ----------------- | ---------------------------- | ----------------- |
| 37           | 1         | Someone Has to Rule               | Milan Todorović   | Jason Faller a Kynan Griffin | 15. července 2021 |
| 38           | 2         | A Throne of Our Own               | Orsi Nagypál      | Jonathan Glassner            | 22. července 2021 |
| 39           | 3         | The Gods Thank You                | Orsi Nagypál      | Rebecca Rosenberg            | 29. července 2021 |
| 40           | 4         | Going to Meet the Gods            | Kurt Knight       | Justin Partridge             | 5. srpna 2021     |
| 41           | 5         | They Bleed Black Blood            | Kurt Knight       | Jason Faller a Kynan Griffin | 12. srpna 2021    |
| 42           | 6         | All We Do Is Say Goodbye          | Imogen Waterhouse | Rebecca Rosenberg            | 19. srpna 2021    |
| 43           | 7         | The Power of the Masters          | Imogen Waterhouse | Jason Faller a Kynan Griffin | 26. srpna 2021    |
| 44           | 8         | The Pleasing Voice of the Masters | Igor Šunter       | Jason Faller a Kynan Griffin | 2. září 2021      |
| 45           | 9         | The Price of Immortality          | Igor Šunter       | Justin Partridge             | 9. září 2021      |
| 46           | 10        | Something to Live For             | Milan Konjević    | Jason Faller a Kynan Griffin | 16. září 2021     |
| 47           | 11        | Guardian of the Asterkinj         | Jake Stormoen     | Rebecca Rosenberg            | 23. září 2021     |
| 48           | 12        | The Betrayer                      | Milan Todorović   | Justin Partridge             | 30. září 2021     |
| 49           | 13        | Nothing Lasts Forever             | Milan Todorović   | Jason Faller                 | 7. října 2021     |